# Point suscrit à droite
Le point suscrit à droite est un signe diacritique utilisé dans plusieurs orthographes latines taïwanaises dont le Pe̍h-ōe-jī, et dans certains ouvrages slavon d’église avec l’alphabet cyrillique.

## Utilisation
Le point suscrit à droite a été utilisé avec la lettre n ‹ n͘ › dans l’orthographe soussou utilisée dans la traduction de l’évangile de Matthieu publiée en 1869 pour représenter une consonne nasale vélaire voisée [ŋ]. Monier-Williams utilise la lettre n avec un point à droite pour cette consonne, cependant le point est plutôt un point médian ‹ n⸳ ›.
Dans un article d’Antoine Mostaert publié en 1926 et 1927 dans la revue Anthropos, le rédacteur de la revue a remplacé le g barré point souscrit ‹ ǥ̣ › de Mostaert par une g barré point suscrit à droite ‹ ǥ͘ ›.
Dans la transcription pe̍h-ōe-jī, o point suscrit à droite ‹ o͘ › est utilisé et, de manière plus limité, le e point suscrit à droite ‹ e͘ › est utilisé pour certaines dialectes de Zhangzhou dont notamment le hokkien de Penang (en).
Le Système de romanisation taïwanais utilise le o point suscrit à droite ‹ o͘ ›.
Certains auteurs utilisent le point suscrit à droite, comme alternative au point médian, pour noter les voyelles longues du lituanien dans leur système de transcription : ‹ a͘, æ͘, e͘, e̤͘, i͘, o͘, u͘ ›.

## Représentation informatique
Le point suscrit à droite est codé avec le caractère diacritique U+0358 dans Unicode à partir de sa version 4.1 de mars 2005.